# Вилхелм I (Брауншвайг-Волфенбютел)
Вилхелм I, Победител (на немски: Wilhelm I, der Siegreiche; * 1392, † 1482) от род Велфи (Среден Дом Брауншвайг), е херцог на Херцогство Брауншвайг-Люнебург, от 1416 до 1428 г. княз на Люнебург, от 1428 до 1432 също от 1473 до 1482 княз на Брауншвайг-Волфенбютел, от 1432 до 1473 княз на Каленберг също от 1463 до 1473 княз на Гьотинген.

## Живот
Вилхелм е син на херцог Хайнрих I (1355 – 1416) и първата му съпруга София (1370 – 1406), дъщеря на херцог Вратислав VI от Померания (1345 – 1394). Баща му е син на херцог Магнус II Торкват от Брауншвайг-Люнебург (1324 – 1373). Сестра му Катарина (1395 – 1442) се омъжва на 7 години на 8 май 1402 г. за курфюрст Фридрих I от Саксония (1370 – 1428).
Вилхелм поема през 1416 г. след смъртта на баща му управлението на Княжество Люнебург заедно с полубрат му брат си Хайнрих II (1411 – 1473). През 1428 г. братята и техният управляващ във Волфенбютел чичо Бернхард I († 1434) си разделят отново собственостите на Велфите. Двамата братя получават териториите на по-късното Княжество Каленберг и Княжество Брауншвайг-Волфенбютел, а Бернхард получава Княжество Люнебург. Те управляват заедно и през 1432 г. разделят територията отново. Хайнрих получава земята Волфенбютел, а Вилхелм получава новообразуваното Княжество Каленберг.
Вилхелм често живее в замък Каленберг. През 1442 и истински от 1463 г. той владее и управлява Княжество Гьотинген. През 1473 г. Вилхелм получава от брат си, който няма син, също Княжество Волфенбютел, отстъпва обаче владението над Каленберг на синовете си Вилхелм Младши и Фридрих, наричан Неспокойния или „Турбулентус“.

## Фамилия
Първи брак: на 30 май 1423 г. с Цецилия фон Бранденбург (* ок. 1405, † 4 януари 1449), дъщеря на курфюрст Фридрих I фон Бранденбург (1371 – 1440) и Елизабета (1383 – 1442), дъщеря на херцог Фридрих от Бавария-Ландсхут (1339 – 1393). Те имат децата:
- Фридрих III (1424 – 1495)
- Вилхелм II (1425 – 1503)

Втори брак: през 1466 г. с Матилда фон Холщайн-Шауенбург († 22 юли 1468), вдовица на Бернхард II фон Брауншвайг-Брауншвайг († 9 февруари 1464), дъщеря на граф Ото II фон Холщайн-Шаумбург († 1464) и съпругата му графиня Елизабет фон Хонщайн († 1474). Те имат един син:
- Ото (1468 – 1471)